# Lac Kinda
Pour les articles homonymes, voir Kinda.
Le lac Kinda est un lac de la République démocratique du Congo situé dans le district du Haut-Lomami près de Kinda, au sud de Kamina.